# Нерлов, Марк
Марк Леон Нерлов (англ. Marc Leon Nerlove; 2 октября 1933, Чикаго, США — 10 июля 2024) — американский экономист.
Член Национальной академии наук США (1979).
Родился в семье потомка еврейских эмигрантов из Витебска Самуэля Генри Нерлова. Бакалавр (1952) Чикагского университета; магистр (1955) и доктор философии университета Джонса Гопкинса (1956). Преподавал в Стэнфорде (1960—1965), Йеле (1965—1969), Чикагском (1969—1974), Северо-Западном (1974—1982), Пенсильванском (1982—1993) и Мэрилендском (с 1993) университетах. Награждён медалью Дж. Б. Кларка (1969). Президент Эконометрического общества (1981).
Марк Нерлов скончался утром 10 июля 2024 года в возрасте 90 лет.

## Основные произведения
- Nerlove, Marc; Arrow, Kenneth J. (May 1962). Optimal Advertising Policy under Dynamic Conditions. Economica. 29 (114): 129–142. doi:10.2307/2551549. hdl:2027/uiug.30112057645332. JSTOR 2551549.
- «Оценка и идентификация функции производительности Кобба — Дугласа» (Estimation and Identification of Cobb-Douglas Production Functions, 1965);
- «Гедонистические ценовые функции и измерение предпочтений: случай шведских потребителей вина» (Hedonic Price Functions and the Measurement of Preferences: The Case of Swedish Wine Consumers, 1995).